# جاكلين بايرز
جاكلين بايرز هي ممثلة كندية، ولدت في 13 سبتمبر 1996 في تورونتو في كندا.

## وصلات خارجية
- جاكلين بايرز على موقع IMDb (الإنجليزية)
- جاكلين بايرز على موقع قاعدة بيانات الفيلم (الإنجليزية)